# Robert Matthewson
Robert Matthewson, Bob (Newcastle upon Tyne, 1930. április 13.  – Bolton, 2000. november 10.) angol nemzetközi labdarúgó-játékvezető.

## Pályafutása

### Labdarúgóként
Fiatal korában középhátvédet játszott a Byker Youth Club futballcsapatában, majd 1947-1953 között a Bolton Wanderersben, 1953-tól a Lincoln City játékosa volt. Játékos képességeit felismerve fordult a játékvezetés felé.

### Labdarúgó-játékvezetőként

#### Nemzeti játékvezetés
A játékvezetői vizsgát 1953-ban szerezte meg, 1968-ban lett a legfelső szintű labdarúgó-bajnokság játékvezetője. Az aktív nemzeti játékvezetéstől 1977-ben vonult vissza.

##### Nemzeti kupamérkőzések
Vezetett Kupa-döntők száma: 1.

###### FA Kupa
Szakmai felkészültségének elismeréseként a FA JB megbízta a döntő koordinálásával.
| Időpont         | Helyszín                | Mérkőzés típusa | Mérkőzés                    | Eredmény | Nézők száma |
| --------------- | ----------------------- | --------------- | --------------------------- | -------- | ----------- |
| 1977. május 21. | Wembley Stadion, London | döntő           | Manchester United–Liverpool | 2 : 1    | 99 252      |

#### Nemzetközi játékvezetés
Az Angol labdarúgó-szövetség Játékvezető Bizottsága (JB) 1973-ban terjesztette fel nemzetközi játékvezetőnek, a Nemzetközi Labdarúgó-szövetség (FIFA) bíróinak keretébe. Több nemzetek közötti válogatott és klubmérkőzést vezetett. Az angol nemzetközi játékvezetők rangsorában, a világbajnokság-Európa-bajnokság sorrendjében többedmagával a 37. helyet foglalja el 1 találkozó szolgálatával. Az aktív nemzetközi játékvezetéstől 1977-ben  búcsúzott.

##### Európa-bajnokság
Az európai-labdarúgó torna döntőjéhez vezető úton Jugoszláviába az V., az 1976-os labdarúgó-Európa-bajnokságra az UEFA JB játékvezetőként foglalkoztatta.
| Időpont           | Helyszín              | Mérkőzés típusa           | Mérkőzés          | Eredmény | Nézők száma |
| ----------------- | --------------------- | ------------------------- | ----------------- | -------- | ----------- |
| 1975. február 23. | Gzira Stadion, Empire | előselejtező (8. csoport) | Málta–Görögország | 2 : 0    | 8 621       |